# Gare de Hassi El Haouari
La gare de Hassi El Haouari, ou gare de Hassi-el-Haouari, est une ancienne halte ferroviaire algérienne située sur le territoire de la commune de Béchar, dans la wilaya de Béchar.

## Situation ferroviaire
Établie à une altitude de 843,520 m, la gare est située au point kilométrique (PK) 626,123 de la ligne de Oued Tlelat à Béchar, où elle est précédée de la gare fermée de Ben Zireg et suivie de celle de Béchar.

## Histoire
La gare est mise en service en 1906 lors de l'ouverture de la section de Ben Zireg à Colomb-Béchar de l'ancienne ligne à voie étroite d'Oran à Kenadsa via Saïda. Précédée de l'ancienne gare de Ben Zireg et suivie de la gare de Béchar, elle était située au PK 724,200 de cette ligne,,.
Cette gare fait partie des gares fortifiées en Algérie construites par l'armée française entre 1881 et 1906 le long de la ligne entre Saïda et Béchar.

## Service des voyageurs

### Dessertes
En 2023, cette halte n'est pas desservie par les trains de la Société nationale des transports ferroviaires.